# Manipulación del euríbor
La manipulación del euríbor supuso una sanción multimillonaria por parte de la Comisión Europea a varios bancos. El 19 de octubre de 2011 la propia Comisión lanzaba una investigación a los bancos por una posible manipulación del euríbor.
También se conoció a finales de febrero de 2012 que la Comisión del Mercado de Valores de Canadá había demandado a seis grandes bancos (HSBC Holdings, JP Morgan Chase, Royal Bank of Scotland, UBS, Citigroup y Deutsche Bank) por manipular el líbor (el tipo de interés londinense).
En diciembre de 2013 la Comisión Europea impuso multas por 1.710 millones de euros a seis grandes bancos por la manipulación de los tipos de interés interbancarios euríbor, líbor y tíbor, la sanción más elevada jamás impuesta por Bruselas. Las sanciones multimillonarias recayeron sobre Deutsche Bank, Société Générale, Royal Bank of Scotland, JP Morgan Chase, Citigroup y el bróker RP Martin. Barclays y UBS también participaron en los cárteles pero se libran de esta sanción por ser los primeros en delatar su existencia ante Bruselas y porque ya aceptaron pagar sanciones al respecto: UBS pactó pagar 1.170 millones de euros y Barclays, 347 millones.